# On an Island (singolo)
On an Island è un singolo del cantautore britannico David Gilmour, pubblicato il 3 marzo 2006 come primo estratto dall'album omonimo.

## Tracce
Testi di David Gilmour e Polly Samson, musiche di David Gilmour.
CD singolo (Europa)
1. On an Island (Edit) – 4:42
2. On an Island (Album Version) – 6:49

CD promozionale (Europa), download digitale
1. On an Island (Edit) – 4:42

## Formazione
- David Gilmour – voce, chitarra, pianoforte elettrico, percussione
- David Crosby, Graham Nash – voci
- Richard Wright – organo Hammond
- Rado Klose – chitarra
- Guy Pratt – basso
- Andy Newmark – batteria
- Chris Thomas – tastiera

## Classifiche
| Classifica (2006)             | Posizione massima |
| ----------------------------- | ----------------- |
| Regno Unito                   | 29                |
| Stati Uniti (mainstream rock) | 29                |